# Варлаам (Козинський)
Варлаам Козинський (також Варлам Косинський, пол. Barłaam Koziński (Kosiński), пом. 21 квітня 1666) — василіянин, архимандрит Мстиславський (Пустинський), Мінський і Віленський, архієпископ-номінат Смоленської архієпарії Руської Унійної Церкви.

## Життєпис
З походження був руським шляхтичем. По вступі до Василіянського чину, був у 1635 р. намісником (заступником ігумена) Мінського монастиря, а з 1642 р. був економом — урядником маєтків Київської митрополії на території Мінського воєводства і «наглядачем» дібр Мінської семінарії. В 1644 р. став архимандритом Мстиславським (Пустинським), тобто начальником (настоятелем) монастиря в Пустинках біля Мстислава, залишаючись надалі при виконанні попередніх функцій. 9 березня 1654 р. на прохання митрополита Антонія Селяви отримав від короля привілей на Мінську архимандрію і на віддання через Чин в його розпорядження майна Мінської семінарії із зобов'язанням утримувати з нього п'ять семінаристів, але вже в серпні того ж року митрополит розпорядився, щоб він передав це майно під заряд професора богослов'я Мінської семінарії о. Венедикта Терлецького.
Після того як московські війська здобули Мінськ, Козинський виклопотав у короля (10 лютого 1656 р.) привілей на Віленську архимандрію, але не зміг її відразу перебрати, бо одночасно привілей на неї отримав о. Венедикт Терлецький, вибраний ченцями настоятелем Віленського монастиря. Козинський перебрав ці добра аж по смерті Терлецького (1661 р.). На генеральній капітулі 1661 р. зазнав шквалу критики за надмірне накопичення бенефіцій і незаконне отримання привілею на Мінську архимандрію. Попри це все, після смерті Смоленського архієпископа Андрія Кваснинського-Злотого (1665 р.), який вже 1655 р. змушений був покинути свою архієпархію, Козинський отримав від короля номінацію на це архієпископство. На цю звістку Римська Конгрегація Поширення Віри, отримавши попередньо негативну інформацію про життя архієпископа-номіната, 25 липня 1665 р. доручила нунцієві дослідити цю справу і в разі підтвердження закидів, не допустити Козинського до свячень. Можливо, це й призвело до того, що Варлаам Козинський помер 21 квітня 1666 р. як архієпископ-номінат.
Згідно із заповітом, написаним ще 8 вересня 1660 р. Козинський записав певні суми на користь монастирів монахинь василіянок в Мінську і Вільні, для церкви святої Варвари в Пінську і на вшанування Богородичних ікон у василіянських монастирських храмах в Мінську, Жировичах, Новогрудку і Пустинках.